# Hyssia griseata
Hyssia griseata là một loài bướm đêm trong họ Noctuidae.